# マラウ空港
マラウ空港（Marau Airport）は、ソロモン諸島マラウにある空港。

## 就航路線
| 航空会社     | 就航地   |
| ------------ | -------- |
| ソロモン航空 | ホニアラ |